# Quercus gussonei
Quercus gussonei là một loài thực vật có hoa trong họ Cử. Loài này được (Borzí) Brullo miêu tả khoa học đầu tiên năm 1984.

## Hình ảnh

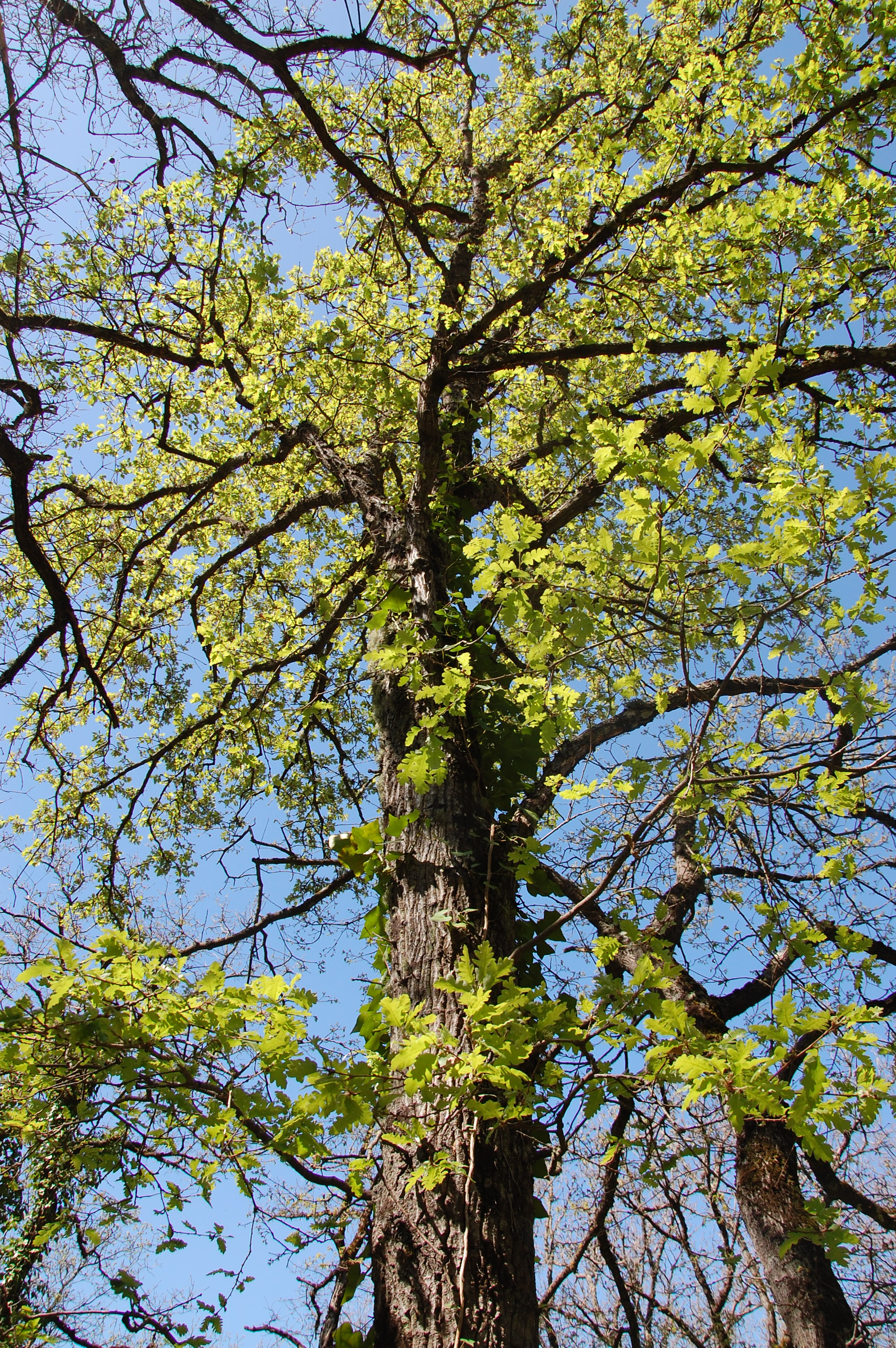